# Surface dans œuvre
La surface dans œuvre (SDO) correspond, en architecture, à la surface utile additionnée de l'emprise des circulations et des locaux techniques à l'exclusion des surfaces des ouvrages construits (éléments structurels du bâtiment). L'écart entre la surface utile et la surface dans œuvre varie selon les typologies de bâtiment. Couramment, cet écart s'inscrit dans une fourchette située entre 20 et 30 % de la surface utile.
Cependant, il n’existe pas de définition réglementaire de la SDO. Cette surface est souvent utilisée pour des calculs fiscaux, dans le milieu hospitalier notamment. Selon l'Agence technique de l'information sur l'hospitalisation, « la SDO représente la surface intérieure d’un bâtiment nécessaire au fonctionnement d'une activité ».

## Articles connexces
- Surface de plancher - SHON - SHOB
- Surface utile - SUN - SUBL
- Surface habitable
- Glossaire de l'immobilier